# 福島県立富岡高等学校
福島県立富岡高等学校（ふくしまけんりつ とみおかこうとうがっこう）は、福島県双葉郡富岡町大字小浜字中央にある県立高等学校。
分校として2010年度まで川内村に川内校があった。

## 概要
Jヴィレッジ内に設置されたJFAアカデミー福島と連携した教育を行うべく、2006年に設置学科の改編が実施され、普通科を廃止し、スポーツ科等の学科設置等を行った。
他に、スポーツ学科等の設置に伴い丘（通称「乙女が丘」）を削りグラウンド面積の増加、新体育館の建設など普通科の頃より大幅な設備投資が行われた。
サッカー以外にもバドミントンやゴルフに力を注いでいる。
2017年3月で休校時点でも避難指示解除準備区域に指定されており、生徒は福島県立福島北高等学校などサテライト校に通っていた。
第92回全国高等学校サッカー選手権大会に出場する際は、東京電力社員有志、東北電力福島支店有志、福島県遊技業協組連、福島県立浪江高等学校生徒会より激励金を受け取った。

## 設置課程
- 全日制課程
  - 国際・スポーツ科（3クラス）

平成17年度入学者までは普通科2クラスが設置されていた。

## 沿革
- 1950年 - 設立[5]。
- 2006年4月 - 設置課程学科を単位制国際・スポーツ科に改編した。同年4月8日には、高円宮妃、佐藤栄佐久、川淵三郎が臨席して、「双葉地区教育構想」開始式が挙行された[5]。
- 2015年4月 - 福島県立ふたば未来学園高等学校開校に伴い、富岡高校の募集停止[6]
- 2017年3月 - 休校

## 進路概況
学科改変後から毎年多くの生徒が私立大学へ進学している。また、毎年数人の国立大学合格者もいる。

## 部活動
サッカー部は、創部3年目にして2008年度の第87回全国高等学校サッカー選手権大会に出場した。2013年度も中学校時代に福島県選抜でプレーした経験のある部員を多く含むメンバーが第92回全国高等学校サッカー選手権大会に出場し、1回戦で愛媛県立松山商業高等学校戦で全国初勝利、2回戦で水戸啓明高等学校にPK戦の末敗れた。
バドミントン部の大堀彩は、2012年に世界ジュニアで3位、2013年7月にアジアユースU19選手権の女子シングルスで日本人としてこの種目で初優勝。同年9月にウラジオストックで行われたロシアオープンで、シニアの国際大会初優勝を果たす。2013年のインターハイの団体では青森山田高等学校に敗れたものの準優勝を果たした。
ゴルフ部の比嘉怜羅は、一度は出身地の沖縄県の高校に編入したが、その後復帰し、2013年1月のアマチュア大会で3位となり、同年3月に行われるダイキンオーキッドレディスゴルフトーナメントの出場権を獲得した。
吹奏楽部は、いわき明星大学に避難して、福島県立双葉高等学校、福島県立双葉翔陽高等学校とともに、2012年7月16日に南相馬市文化会館で開かれた東日本大震災以来2年ぶりのコンクールに合同バンドで出演した。

## 主な出身者

### サッカー
- 横山卓司
- 幸野志有人
- 呉大陸
- 三幸秀稔
- 金城クリストファー達樹
- 金子翔太
- 安東輝
- 本田慎之介
- 松本昌也
- 菅澤優衣香
- 山根恵里奈
- 川島はるな
- 田中陽子
- 和田奈央子
- 浜田遥
- 成宮唯

※本田と横山を除きJFAアカデミー福島の出身。

### バドミントン
- 齋藤 太一
- 桃田賢斗
- 小林優吾
- 保木卓朗
- 大堀彩
- 古賀穂
- 東野有紗
- 渡辺勇大
- 仁平菜月

### その他
- 猪狩茂（実業家）
- 大和田紗羅（ゴルファー、ドラコン世界女王）

## 交通
- 富岡駅下車新常磐交通バス利用5分

## 東日本大震災による影響
当校は2011年3月11日に発生した東日本大震災（東北地方太平洋沖地震）により引き起こされた福島第一原子力発電所事故の警戒区域に含まれているため校内に立ち入ることはできない。その為、2011年度は県内の福島北高校・光南高校・猪苗代高校・磐城桜が丘高校及び静岡県の三島長陵高校にサテライト校を設置し、当校に在籍する生徒はこれらの5校に通学する形となった。県外の三島長陵高校にはJFAアカデミー福島に在籍する生徒が通学していた。
2012年度は福島北高校・猪苗代高校・いわき明星大学・三島長陵高校の4校に通学。